# Leptogenys conigera
Leptogenys conigera é uma espécie de formiga do gênero Leptogenys, pertencente à subfamília Ponerinae.